# Robin Linschoten

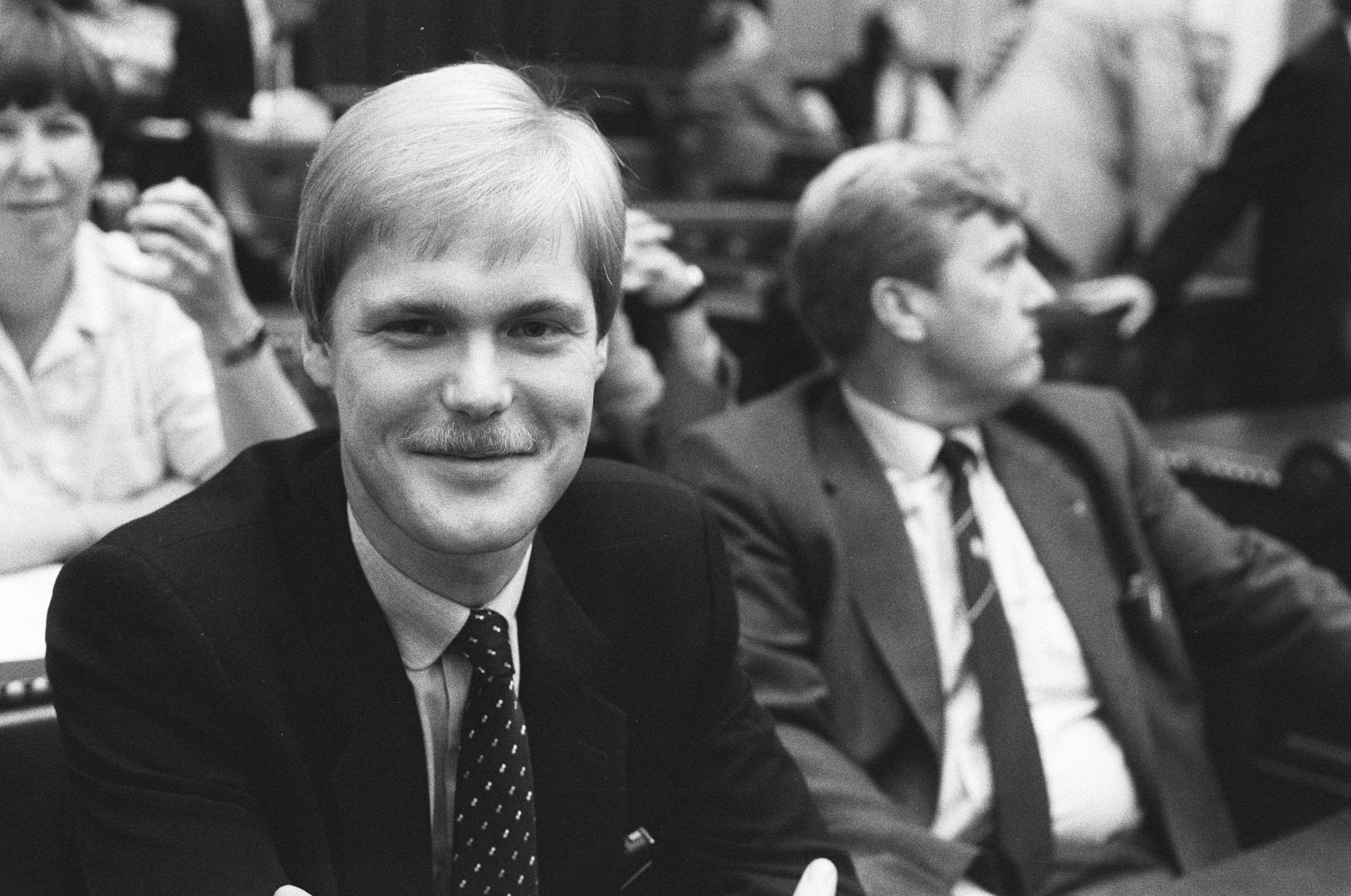
Tweede Kamer: Robin Linschoten (VVD) is met 25 jaar het jongste Tweede Kamerlid, 28 september 1982

Robin Lorenz Oscar Linschoten (Ugchelen, gemeente Apeldoorn, 17 oktober 1956) is een Nederlands voormalig politicus, bestuurder, voormalig kroonlid van de SER en managementconsultant.

## Politiek
Linschoten studeerde enkele jaren rechten aan de Vrije Universiteit Amsterdam, hij behaalde daar zijn bachelor/kandidaats maar rondde de master niet af. Tijdens zijn studie en daarna werkte hij in het bankwezen, ook was hij actief binnen de VVD. Na zijn werk bij de bank werd hij fractiemedewerker van de VVD. Hij behoorde in 1982 met onder meer Frank de Grave tot de jonge JOVD-talenten die toen toetraden tot de Tweede Kamerfractie. In de Kamer was hij een geducht debater in debatten over sociale zaken, financiën en ambtenarensalarissen. Hij nam regelmatig afstand van het CDA en werd in het eerste kabinet-Kok staatssecretaris Sociale Zaken onder toenmalig minister Ad Melkert. Tijdens zijn periode in de regering werd de Ziektewet geprivatiseerd en de Nabestaandenwet tot stand gebracht.

### CTSV-affaire
Linschoten trad af als staatssecretaris op 28 juni 1996 omdat hij onvoldoende vertrouwen kreeg van de Tweede Kamer in een debat over een rapport van de commissie-Van Zijl over het Ctsv (College van Toezicht Sociale Verzekeringen). De Kamer hield Linschoten verantwoordelijk voor de bestuurlijke problemen bij dit College. Die problemen waren mede terug te voeren op de gevolgde - en als onvoldoende betitelde - selectieprocedure bij de benoeming van de collegeleden (respectievelijk Linschotens partijgenote E.J.J.E. van Leeuwen-Schut, de PvdA'er G.J.P. van Otterloo en de CDA'er M.J. van Rooijen). Ook verweet de Kamer Linschoten dat hij een rapport van het Ctsv over de afschaffing van de Ziektewet had vertraagd. Hierdoor was de Kamer ten tijde van het debat over deze wet onvolledig geïnformeerd. Als opvolger van Linschoten werd korte tijd later Frank de Grave benoemd.

## Btw-fraude
Linschoten kwam begin september 2017 negatief in het nieuws door het bericht dat het Openbaar Ministerie (OM) een taakstraf van 200 uur en een voorwaardelijke celstraf van zes maanden eiste wegens belastingfraude met zijn BV's. Linschoten werd ervan verdacht jarenlang te weinig btw te hebben afgedragen. Linschoten rekende deze fout zijn boekhouder aan waar hij, volgens eigen zeggen, een gebrekkige controle op had. Het fraudebedrag werd geschat op 100.000 euro. Op 29 september 2017 werd Linschoten hiervoor veroordeeld tot vijf maanden celstraf, waarvan drie voorwaardelijk, met een proeftijd van twee jaar. De straf pakte zwaarder uit dan de eis van het OM, omdat de rechter oordeelde dat de gevraagde strafmaat geen recht zou doen aan de ernst van het vergrijp. Linschoten ging in hoger beroep en vroeg bij de behandeling op 13 november 2019 vrijspraak. In dit hoger beroep wegens belastingontduiking werd vijf maanden gevangenisstraf geëist, waarvan drie voorwaardelijk. Die eis was dus gelijk aan de straf die de rechtbank Linschoten twee jaar eerder gaf. Het gerechtshof ging hier niet in mee en veroordeelde Linschoten tot een werkstraf van 100 uur. De veroordeling hield in 2022 stand bij de Hoge Raad der Nederlanden; wel werd de straf verlicht tot 95 uur.

## Loopbaan
- Medewerker afdeling valutahandel hoofdkantoor NMB (Nederlandse Middenstandsbank) te Amsterdam (gedurende drie jaar parttimebaan tijdens studie)
- Persoonlijk medewerker Tweede Kamerlid A.A.M.E. van Erp
- Fractiemedewerker VVD Tweede Kamer der Staten-Generaal tot september 1982
- Lid Tweede Kamer der Staten-Generaal, van 16 september 1982 tot 22 augustus 1994
- Staatssecretaris van Sociale Zaken en Werkgelegenheid (belast met sociale zekerheid en arbeidsomstandigheden), van 22 augustus 1994 tot 28 juni 1996
- Lid managementteam collectieve voorzieningen en zorg Interpolis, van 1 december 1996 tot 1 oktober 2003
- Kroonlid van de Sociaal Economische Raad (SER), als Kroonlid is Linschoten lid van het dagelijks bestuur van de SER, vanaf december 1996 tot juli 2009. Hij zit onder andere in de volgende SER-commissies: Commissie Arbeidsomstandigheden (ARBO), Pensioencommissie (PC), Subcommissie Verplichtstelling Beroepspensioenregelingen (BPR), Commissie Sociale Zekerheid (SZ), Ad-hoccommissie Preventie en Gezondheid (P&G), Ad-hoc Commissie participatie jongeren met ontwikkelings-en gedragsstoornissen (JOS), Ad-hoc commissie Alternatief Algemene Verhoging AOW-leeftijd (AAVA)
- Zelfstandig managementconsultant (DGA Vemako Consultancy BV), van 2003 tot heden
- Lid Raad van Bestuur van DSB Bank N.V. in de functie van Chief Risk Officer (CRO), van 8 juli 2009 tot 19 oktober 2009

## Partijpolitieke functies
- Voorzitter bestuur JOVD (Jongeren Organisatie Vrijheid en Democratie), afdeling Amsterdam
- Lid bestuur Europese Liberale Jongeren
- Internationaal secretaris JOVD (Jongeren Organisatie Vrijheid en Democratie)
- Lid landelijk hoofdbestuur JOVD (Jongeren Organisatie Vrijheid en Democratie)
- Secretaris-generaal LYMEC (Europese Liberale Jongerenbeweging)
- Voorzitter commissie verkiezingsprogramma 1998-2002, vanaf oktober 1996

## Overige functies
- Directeur/eigenaar Vemako consultancy B.V.
- Mede-eigenaar consultancybureau Visker Linschoten, organisator Overheidsmanager van het jaar
- Voorzitter Actal (Adviescollege toetsing regeldruk, voorheen Adviescollege toetsing administratieve lasten), vanaf 2000
- Voorzitter Samenwerkende Commerciële Radiostations, vanaf oktober 2001
- Adviseur Hudson Nederland (werving en selectie, interim-management etc.), vanaf januari 2004
- Voorzitter Commissie Innovatie Mondzorg, vanaf september 2005
- Voorzitter Commissie Begeleiding Arbocatalogi (CBA) van de Stichting van de Arbeid, vanaf mei 2007
- Commissaris Zorgverzekeraar Menzis
- Commissaris Stichting Waarborgfonds Eigen Woningen (Nationale Hypotheek Garantie)
- Vennoot Dutch Group Captive B.V. (DGC)
- Voorzitter Raad van Commissarissen PsyQ Nederland
- Voorzitter Raad van Commissarissen ProgreSZ Hogeschool voor Sociale Zekerheid
- Voorzitter Raad van Commissarissen Vitago B.V.
- Lid Raad van Commissarissen DSB Bank
- Lid Raad van Commissarissen DSB Verzekeringen
- Lid Raad van Advies Stichting Instituut GAK
- Lid Raad van Advies Inter Access B.V.
- Lid Raad van Advies Akkermans & Partners
- Lid Raad van Advies de Uitvaart Specialist
- Lid Raad van Advies Pensioen en Ondernemen
- Erevoorzitter Stichting verkiezing Overheidsmanager van het jaar
- Bestuurslid Professional Speaker Association Holland (PSA)
- Bestuurslid Stichting Kenniscentrum Crossover
- Voorzitter DIET comité Inspectie Verkeer en Waterstaat
- Voorzitter Adviesorgaan Financiering Jeugdzorg
- Voorzitter belangenorganisatie Stichting Online Gaming Nederland (internetgokken)